# 853
853(팔백오십삼)은 852보다 크고 854보다 작은 자연수다.

## 수학
- 147번째 소수(素數)다. 앞의 소수는 839, 다음 소수는 857이다.
- 피타고라스 삼조의 빗변의 길이이다. ({\displaystyle 205^{2}+828^{2}=853^{2}})[a]
- {\displaystyle 853=18^{2}+23^{2}}
  - 서로 다른 두 자연수의 제곱합으로 나타낼 수 있는 수다.
- {\displaystyle 98^{12}-1}은 853으로 나누어떨어진다.

## 과학
- NGC 853: 고래자리 방향에 있는 나선은하.
- 853 난세니아(영어판): 소행성.

## 교통
- 유럽 고속도로 853호선: 그리스 이오아니나에서 알바니아 국경 지대까지 이어지는 유럽 고속도로.
- 853번 홋카이도도(일본어판)

## 군사
- U-853(영어판, 독일어판): 제2차 세계 대전에 사용된 나치 독일의 군용 잠수함.

## 문화유산
- 대한민국의 보물 제853호: 수선전도 목판

## 기타
- 연도: 853년, 기원전 853년